# Muhammet Demir
Muhammet Demir (Trebisonda, 10 gennaio 1992) è un calciatore turco, attaccante del Bursaspor.

## Caratteristiche tecniche
Attaccante forte fisicamente e nel gioco aereo, in possesso di una buona corsa e di grande velocità nell'allungo. In grado di calciare con entrambi i piedi, predilige svariare su tutto il fronte offensivo portandosi sull'esterno per poi tentare il traversone al centro dell'area.
Si distingue inoltre per capacità tecniche, senso del goal e per l'abilità nel dribbling nell'uno contro uno che gli consente di creare superiorità numerica.

## Carriera

### Club
Muove i suoi primi passi nel settore giovanile del Karadeniz Eregli Belediyespor, per poi approdare - nel 2004 - al Bursaspor. Esordisce tra i professionisti il 24 maggio 2009 contro il Gaziantepspor (2-2 il finale), subentrando nei minuti finali al posto di Veli Acar.
Il 16 maggio 2010 la squadra si laurea campione di Turchia.
Il 1º febbraio 2011 viene acquistato - per 900.000 euro - dal Gaziantepspor. Il 28 luglio 2011 esordisce nelle competizioni europee, in occasione della sfida disputata contro il Legia Varsavia, valida per il terzo turno preliminare di UEFA Europa League.
Il 23 gennaio 2016 passa per tre milioni di euro al Trabzonspor, legandosi alla società di Trebisonda per tre anni e mezzo.

### Nazionale
Nel 2009 ha preso parte all'Europeo Under-17 disputato in Germania, dove - nonostante segni tre reti - non riesce a rendere al meglio a causa di un problema al ginocchio.
Il 10 ottobre 2014 esordisce in nazionale maggiore nel corso di Turchia-Repubblica Ceca (1-2), incontro di qualificazione agli Europei 2016, sostituendo Olcay Şahan al 67'.

## Statistiche

### Presenze e reti nei club
Statistiche aggiornate al 15 ottobre 2024.
| Stagione             | Squadra              | Campionato           | Campionato | Campionato | Coppe nazionali | Coppe nazionali | Coppe nazionali | Coppe continentali | Coppe continentali | Coppe continentali | Altre coppe | Altre coppe | Altre coppe | Totale | Totale |
| Stagione             | Squadra              | Comp                 | Pres       | Reti       | Comp            | Pres            | Reti            | Comp               | Pres               | Reti               | Comp        | Pres        | Reti        | Pres   | Reti   |
| -------------------- | -------------------- | -------------------- | ---------- | ---------- | --------------- | --------------- | --------------- | ------------------ | ------------------ | ------------------ | ----------- | ----------- | ----------- | ------ | ------ |
| 2008-2009            | Bursaspor            | SL                   | 1          | 0          | TK              | 0               | 0               | -                  | -                  | -                  | -           | -           | -           | 1      | 0      |
| 2009-2010            | Bursaspor            | SL                   | 1          | 0          | TK              | 1               | 0               | -                  | -                  | -                  | -           | -           | -           | 2      | 0      |
| 2010-gen. 2011       | Bursaspor            | SL                   | 0          | 0          | TK              | 0               | 0               | UCL                | -                  | -                  | ST          | 0           | 0           | 0      | 0      |
| gen.-giu. 2011       | Gaziantepspor        | SL                   | 2          | 0          | TK              | 0               | 0               | -                  | -                  | -                  | -           | -           | -           | 2      | 0      |
| 2011-2012            | Gaziantepspor        | SL                   | 27         | 10         | TK              | 1               | 1               | UEL                | 1                  | 0                  | -           | -           | -           | 29     | 11     |
| 2012-2013            | Gaziantepspor        | SL                   | 10         | 1          | TK              | 1               | 1               | -                  | -                  | -                  | -           | -           | -           | 11     | 2      |
| 2013-2014            | Gaziantepspor        | SL                   | 14         | 2          | TK              | 2               | 0               | -                  | -                  | -                  | -           | -           | -           | 16     | 2      |
| 2014-2015            | Gaziantepspor        | SL                   | 29         | 10         | TK              | 3               | 0               | -                  | -                  | -                  | -           | -           | -           | 32     | 10     |
| 2015-gen. 2016       | Gaziantepspor        | SL                   | 18         | 7          | TK              | 0               | 0               | -                  | -                  | -                  | -           | -           | -           | 18     | 7      |
| gen.-giu. 2016       | Trabzonspor          | SL                   | 12         | 4          | TK              | 1               | 0               | UEL                | -                  | -                  | -           | -           | -           | 13     | 4      |
| 2016-gen. 2017       | Trabzonspor          | SL                   | 9          | 0          | TK              | 3               | 1               | -                  | -                  | -                  | -           | -           | -           | 12     | 1      |
| Totale Trabzonspor   | Totale Trabzonspor   | Totale Trabzonspor   | 21         | 4          |                 | 4               | 1               |                    | -                  | -                  |             | -           | -           | 25     | 5      |
| gen.-giu. 2017       | Gaziantepspor        | SL                   | 7          | 1          | TK              | 2               | 0               | -                  | -                  | -                  | -           | -           | -           | 9      | 1      |
| Totale Gaziantepspor | Totale Gaziantepspor | Totale Gaziantepspor | 107        | 31         |                 | 9               | 2               |                    | 1                  | 0                  |             | -           | -           | 117    | 33     |
| 2017-2018            | Sivasspor            | SL                   | 16         | 1          | TK              | 3               | 3               | -                  | -                  | -                  | -           | -           | -           | 19     | 4      |
| 2018-2019            | Sivasspor            | SL                   | 22         | 4          | TK              | 0               | 0               | -                  | -                  | -                  | -           | -           | -           | 22     | 4      |
| Totale Sivasspor     | Totale Sivasspor     | Totale Sivasspor     | 38         | 5          |                 | 3               | 3               |                    | -                  | -                  |             | -           | -           | 41     | 8      |
| 2019-2020            | Gaziantep            | SL                   | 22         | 3          | TK              | 1               | 2               | -                  | -                  | -                  | -           | -           | -           | 23     | 5      |
| 2020-2021            | Gaziantep            | SL                   | 31         | 15         | TK              | 3               | 2               | -                  | -                  | -                  | -           | -           | -           | 34     | 17     |
| set. 2021            | İstanbul Başakşehir  | SL                   | 3          | 0          | TK              | 0               | 0               | -                  | -                  | -                  | -           | -           | -           | 3      | 0      |
| set. 2021-2022       | Gaziantep            | SL                   | 29         | 6          | TK              | 1               | 0               | -                  | -                  | -                  | -           | -           | -           | 30     | 6      |
| Totale Gaziantep     | Totale Gaziantep     | Totale Gaziantep     | 82         | 24         |                 | 5               | 4               |                    | -                  | -                  |             | -           | -           | 87     | 28     |
| 2022-2023            | Konyaspor            | SL                   | 21         | 6          | TK              | 1               | 0               | UECL               | 4                  | 1                  | -           | -           | -           | 26     | 7      |
| 2023-2024            | Konyaspor            | SL                   | 5          | 0          | TK              | 1               | 0               | -                  | -                  | -                  | -           | -           | -           | 6      | 0      |
| Totale Konyaspor     | Totale Konyaspor     | Totale Konyaspor     | 26         | 6          |                 | 2               | 0               |                    | 4                  | 1                  |             | 0           | 0           | 32     | 7      |
| 2024-2025            | Bursaspor            | 3L                   | 3          | 0          | TK              | 0               | 0               | -                  | -                  | -                  | -           | -           | -           | 3      | 0      |
| Totale Bursaspor     | Totale Bursaspor     | Totale Bursaspor     | 5          | 0          |                 | 1               | 0               |                    | -                  | -                  |             | 0           | 0           | 6      | 0      |
| Totale carriera      | Totale carriera      | Totale carriera      | 282        | 70         |                 | 24              | 10              |                    | 5                  | 1                  |             | 0           | 0           | 311    | 81     |

### Cronologia presenze e reti in nazionale
| Cronologia completa delle presenze e delle reti in nazionale ― Turchia | Cronologia completa delle presenze e delle reti in nazionale ― Turchia | Cronologia completa delle presenze e delle reti in nazionale ― Turchia | Cronologia completa delle presenze e delle reti in nazionale ― Turchia | Cronologia completa delle presenze e delle reti in nazionale ― Turchia | Cronologia completa delle presenze e delle reti in nazionale ― Turchia | Cronologia completa delle presenze e delle reti in nazionale ― Turchia | Cronologia completa delle presenze e delle reti in nazionale ― Turchia |
| Data                                                                   | Città                                                                  | In casa                                                                | Risultato                                                              | Ospiti                                                                 | Competizione                                                           | Reti                                                                   | Note                                                                   |
| ---------------------------------------------------------------------- | ---------------------------------------------------------------------- | ---------------------------------------------------------------------- | ---------------------------------------------------------------------- | ---------------------------------------------------------------------- | ---------------------------------------------------------------------- | ---------------------------------------------------------------------- | ---------------------------------------------------------------------- |
| 10-10-2014                                                             | Istanbul                                                               | Turchia                                                                | 1 – 2                                                                  | Rep. Ceca                                                              | Qual. Euro 2016                                                        | -                                                                      | 67’                                                                    |
| 8-6-2015                                                               | Istanbul                                                               | Turchia                                                                | 4 – 0                                                                  | Bulgaria                                                               | Amichevole                                                             | -                                                                      | 84’                                                                    |
| Totale                                                                 |                                                                        | Presenze                                                               | 2                                                                      |                                                                        | Reti                                                                   | 0                                                                      |                                                                        |

## Palmarès

### Club

#### Competizioni nazionali
- Campionato turco: 1

Bursaspor: 2009-2010